# Грандвју (Манитоба)
Грандвју (енгл. Grandview) је малена варош у централном делу канадске провинције Манитоба и део је географско-статистичке регије Паркланд. Налази се на деоници провинцијске магистрале 5 која спаја град Дофен са провинцијом Саскачеван. Од Дофена се налази на око 45 км западније, док је провинцијска граница удаљена око 65 км. Северно од варошице налази се национални парк Рајдинг Маунтин, док је јужније провинцијски парк Дак Маунтин.
Грандвју има административни статус провинцијског села од 1906, а варошице од 1909. године.
Према резултатима пописа становништва из 2011. у варошици је живело 859 становника у укупно 437 домаћинства, што је за 2,4% више у односу на 839 житеља колико је регистровано
приликом пописа 2006. године.
Привреда вароши и околине базира се на пољопривредној производњи.

## Становништво
| 2011. |
| ----- |
| 859   |